# М. Шкетан
М. Шкета́н (от луговомар. шкет — одинокий; настоящее имя Я́ков Па́влович Майо́ров, 29 октября 1898, д. Старое Крещено, Ернурская волость Яранского уезда Вятской губернии — 16 мая 1937, Оршанка) — марийский писатель, переводчик, журналист и общественный деятель. Основоположник марийской драматургии.

## Биография
Родился в д. Старое Крещено Ернурской волости Яранского уезда Вятской губернии. Из крестьянской семьи. Учился в Ернурском 2-классном училище (1910—1912 годы), работал в хозяйстве отца. Свободное время отдавал чтению, увлекался русской классикой.
С 1917 года в царской армии, участник Первой мировой войны.
С 1918 года работник советских учреждений, заведовал отделом Ернурского волисполкома, активный проводник политики Советской власти в Оршанском районе, за что в 1920 году во время бунта в с. Ернур был избит кулаками. С 1920 года М. Шкетан — секретарь, заведующий Яранским уездным отделом национальностей.
С 1921 года в Краснококшайске: сотрудник областного земельного отдела; литературный работник, секретарь, и. о. редактора газеты «Йошкар кече». Один из организаторов и постоянный автор сатирического журнала «Арлан ден Кестен», литературного журнала «Ончыко».
Актёр, драматург и режиссёр Марийского государственного театра. С 1922 года на сцене передвижного театра были поставлены спектакли по его пьесам «Сардай», «Ачийжат-авийжат» («Эх, родители», 1923), «Шошым сеҥен» («Весна победила», 1924), «Шурно» («Урожай», 1933) и др., в своих постановках зачастую сам исполнял главные роли.
В 1929 году вернулся в Оршанский район, стал одним из организаторов колхоза (в настоящее время носит его имя), в нём же председателем ревизионной комиссии, руководителем сельского драматического кружка.
В ходе кампании против т. н. «троцкистов» и «буржуазных националистов» заочно подвергнут оскорблениям, назван «политическим хулиганом» (06.05.1937), что подорвало и без того слабое здоровье. Скончался в Оршанской больнице 16 мая 1937 года, похоронен в парке, ныне носящем его имя.

## Литературное творчество
Член Союза писателей СССР с 1934 года.
Как журналист отличался непревзойдённым мастерством сатиры и юмора: только в 1920-х годах создал около 300 публикаций и 80 фельетонов.
Литературное творчество начал с 1919 года. В 1920 годы писатель написал несколько одноактных пьес: «Утышо» («Лишний»), «Ормыж» («Дуралей»), «Важык вуян йыдал» («Кривоносый лапоть») и др. Одновременно работал и в жанре прозы. В 1924 году в Центриздате (Москва) отдельной книгой вышел рассказ «Юмын языкше» («Божий грех»), написанный на основе реальных событий.
Начал печататься в 1923 году. В пьесах «Эх, родители!» (1928), «Осадок мути» (1932) и других создал яркие образы марийских трудящихся, ищущих путь к новой жизни. Всего писателем создано 13 пьес.
Самое известное произведение — роман «Эреҥер» о коллективизации марийского села (на марийском языке в 1933 году; на русском языке в 1936 году). В его творчестве описываются жизнь и быт, состояние марийского общества 1920-х годов. Роман является одним из первых произведений крупной формы в марийской литературе.
Занимался переводческой работой. В 1931 году в его переводе издан роман А.Серафимовича «Железный поток».
При жизни издал около 15 книг, позже его произведения неоднократно переиздавались, дважды выходило в свет полное собрание сочинений.
На страницах газет и журналов М. Шкетан выступал под многочисленными псевдонимами: И. Майор, Майорын, Кугу Шадыртан, Й. Шартан, Нӧга, Товат, Озыркан, Умдо, Пагул Япак, М. Ошлан, Ошламари, Ошлинский, Крешын, Кокшага, Наган, М. Агур, Тортамортин, Лупе-Тор и др.

## Основные произведения
Произведения М. Шкетана на марийском языке и в переводах на другие языки:

### На марийском языке
- Юмын языкше: илыш гыч ойлымаш (Божий грех: рассказы из жизни). М., 1924. 40 с.
- Ачийжат, авийжат: драма (Эх, родители!..: драма). М., 1928. 64 с.
- Ораде: мыскылчык (Безумный: комедия). Йошкар-Ола, 1928. 28 с.
- Мичун уке ачажат: ойлымаш (У Мичу нет отца: рассказ). М., 1928. 32 с.
- Яку: йоча ойлымаш (Яку: рассказ для детей). М., 1928. 24 с.
- Юмын языкше: илыш гыч ойлымаш (Божий грех: рассказы из жизни). Йошкар-Ола, 1929. 32 с.
- Важык вуян йыдал: оҥарчык (Кривоносый лапоть: комедия). Йошкар-Ола, 1929. 20 с.
- Ойлымаш-влак (Рассказы). Йошкар-Ола, 1929. 68 с.
- Ме тоштым сеҥена: ойлымаш (Мы старое победим: рассказ). Йошкар-Ола, 1931. 56 с.
- Эреҥер: роман. Йошкар-Ола, 1933. 188 с.
- Шурно: драма (Урожай: драма). Йошкар-Ола, 1934. 52 с.
- Илыш ÿжеш: ойлымаш-влак (Жизнь зовёт: рассказы). М., 1935. 136 с.
- Лапчык Каритон: койдарчык (Лапчык Харитон: комедия). Йошкар-Ола, 1935. 48 с.
- Мыскара ойлымаш-влак (Юмористические рассказы). М., 1936.
- Ойырен налме произведений шамыч (Избранные произведения). Йошкар-Ола, 1940. 408 с.
- Якшывай: ойлымаш (Якшывай: рассказ). Йошкар-Ола, 1943. 24 с.
- Мыскара ойлымаш-влак (Юмористические рассказы). Йошкар-Ола, 1944. 128 с.
- Корнышто: ойлымаш (В дороге: рассказ). Йошкар-Ола, 1950. 24 с.
- Мераҥ лу: ойлымаш (Заячья кость: рассказ). Йошкар-Ола, 1950. 8 с.
- Мыйын упшем: ойлымаш (Моя шапка: рассказ). Йошкар-Ола, 1950. 4 с.
- Пьеса-шамыч (Пьесы). Йошкар-Ола, 1950. 264 с.
- Эреҥер: роман. Йошкар-Ола, 1953. 228 с.
- Мыскара ойлымаш-влак (Юмористические рассказы). Йошкар-Ола, 1954. 156 с.
- Юмын языкше; Аракан осалже: ойлымаш-влак (Божий грех; Вред алкоголя: рассказы). Йошкар-Ола, 1955. 80 с.
- Роман, пьеса, ойлымаш да статья-влак.: 4 т. дене печатлалтыт (Собрание сочинений в 4-х т.), Йошкар-Ола, 1962. 1-ше. т. : Пьеса-влак. 396 с.; 2-шо т.: Ойлымаш ден очерк-влак. 552 с.; 3-шо т.: Мыскара, ойлымаш, фельетон, почеламут да статья-влак. 440 с.; 4-ше т.: Эреҥер: роман. 340 с.
- М. Шкетанын публицистикыже: писательын творчествыже гыч лит.-документ. материал-влак / сост. С. Я. Черных. Йошкар-Ола, 1966. 340 с.
- Эреҥер: роман. Йошкар-Ола, 1986. 224 с.
- Чумырен лукмо ойпого: 3 т. дене савыкталтеш (Собрание сочинений в 3-х т.). Йошкар-Ола, 1990—1991. 1-ше т.: Почеламут, пьеса-влак. 392 с.; 2-шо т.: Ойлымаш, мыскара, новелла, очерк, статья, корреспонденций, фельетон-влак. 608 с.; 3-шо т.: Роман, ойлымаш, повесть, очерк, фельетон, новелла, статья, серыш-влак. 624 с.
- Роман, повесть, ойлымаш-влак. Йошкар-Ола, 2001. 368 с.

### В переводе на русский язык
- Эренгер: роман / пер. на рус. А. Айзенворта. Горький, 1936. 168 с.
- Рассказы / пер. на рус. А. Докукина. Йошкар-Ола, 1948. 80 с.
- Эренгер: роман / пер. на рус. А. Докукина. Йошкар-Ола, 1950; 1953; 1955.
- Детям: рассказы. Йошкар-Ола, 1953. 64 с.
- Жизнь зовёт: рассказы. Йошкар-Ола, 1953. 232 с.; Йошкар-Ола, 1955. 232 с.
- Восход солнца: пьесы / пер. на рус. М. Шамбадала. Йошкар-Ола, 1954. 160 с.
- Эренгер: роман / пер. на рус. В. Муравьёва. М., 1971; 1979; Йошкар-Ола, 1975, 1989.

### В переводе на чувашский язык
- Эреҥер: роман / пер. на чуваш. В. Рзая. Шупашкар, 1957. 236 с.

### В переводе на латышский язык
- Эреҥер: роман / пер. на латыш. Рига. 1973. 278 с.

## Театральные постановки
Список театральных постановок:
- Сардай: драма. (Мар. театр). 1922, 1927.
- Ачийжат-авийжат!.. (Эх, родители…: драма). (Мар. театр). 1923, 1952, 1970, 1981, 1998.
- Шошым сеҥен (Весна победила: драма). (Мар. театр). 1924.
- Шурно (Урожай: драма). (Мар. театр). 1933.
- Важык вуян йыдал (Кривоносый лапоть: комедия). (мар. театр). 1933.
- Кодшо румбык (Муть пролшого: драма). (Мар. театр). 1949.
- Лапчык Каритон; Кок сӱанат пеле; Важык вуян йыдал (Лапчык Харитон; Две с половиной свадьбы; Кривоносый лапоть: одноактные комедии). (Мар. театр). 1949, 1978.

## Память

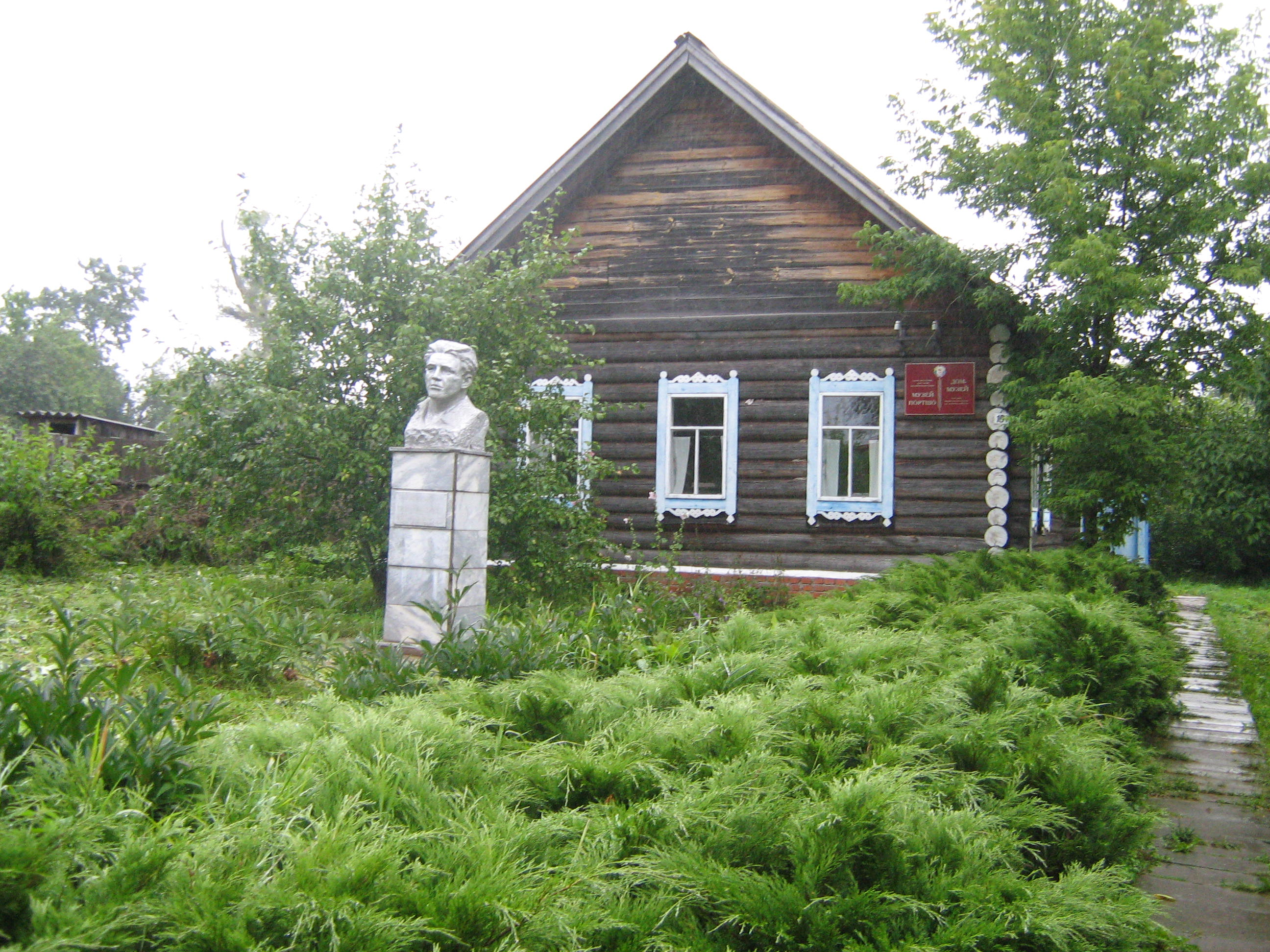
Дом-музей М. Шкетана, классика марийской литературы, в д. Старое Крещено Оршанского района Республики Марий Эл

Именем М. Шкетана названы несколько объектов:
- Марийский национальный театр драмы (1948);
- Улица в Йошкар-Оле;
- Улица в Волжске;
- Улица и переулок в Оршанке;
- Улица в Морках;
- Улица на родине писателя — в д. Старое Крещено Оршанского района[8];
- Оршанская центральная районная библиотека (2002);
- Государственная премия Марий Эл в области театрального искусства (с 1999 года);
- Бюст в Йошкар-Оле (перед зданием Марийского национального театра драмы);
- Дом-музей (1992) с бюстом (3 ноября 1960) на родине писателя, в д. Старое Крещено[9];
- Бюст в Оршанке (1967[10], скульптор В. М. Козьмин).
- Ежегодно осенью в Оршанском районе проводится конкурс чтецов «Шкетан лудмаш» («Шкетановские чтения»), участниками которого являются обучающиеся школ Оршанского района[11].